# Поляната с дивите ягоди
„Поляната с дивите ягоди“ (на шведски: Smultronstället) е шведски драматичен филм от 1957 година на режисьора Ингмар Бергман по негов собствен сценарий. Главните роли се изпълняват от Виктор Шьострьом, Ингрид Тюлин, Биби Андершон, Гунар Бьорнстранд.

## Сюжет
Дългогодишния труд на 78-годишния професор по медицина Исак Борг (Виктор Шьострьом) от Стокхолм е оценен от научната общност в Лунд със званието доктор хонорис кауза. Той тръгва натам, за да получи титлата си, пътувайки с автомобил заедно със своята снаха Мариана (Ингрид Тюлин). В навечерието на заминаването, когато вече са закупени самолетни билети, нещо кара професора да промени плана на пътуването. По пътя те посещават мястото, където професора е живял много отдавна, като дете, и където се е съхранила изоставената от многолюдното семейство къща. Картините на миналото събуждат във вече остарелия Борг дълбоки спомени.
По време на пътуването към професора се присъединяват няколко млади спътници, той се среща със стари приятели и благодарни пациенти. Отбива се да посети и възрастната си майка, която живее в самота. Срещите и пътните премеждия се преплитат с видения и сънища, в които изникват картини от миналото. В тях Борг се среща със семейството си – по-младите си братя, братовчедите, родителите си и починалата си съпруга. Нахлулите спомени и вълнението от предстоящото празнуване на 50-ата годишнина на професионална дейност, предизвикват в Исак Борг носталгия и нужда от изказване.
По пътя, Мариана разказва на Исак за проблемите със съпруга си, сина на Борг, заявявайки му, че те двамата са си лика-прилика, и двамата са инати, и че тя се опитва да донесе мир и радост в семейната атмосфера. Замисляйки се в какво е сгрешил, професорът решава да промени своята затворена и егоистична натура.
Пътуването отнема половин ден. Благополучно добрали се до Лунд, те срещат икономката на Борг и професорът стига навреме за церемонията. След края на тържеството, Исак Борг изпитва съвсем нови за него чувства, горещо се сбогува с новите си приятели – спътниците и отива да се помири със сина си. През този дълъг ден той е преосмислил целия си живот и е намерил вътрешен покой.

## В ролите
| Изпълнител         | Роля                                 |
| ------------------ | ------------------------------------ |
| Виктор Шьострьом   | Професор Исак Борг                   |
| Биби Андершон      | Сара, братовчедка и спътница на Исак |
| Ингрид Тюлин       | Мариана Борг, снахата на Исак        |
| Гунар Бьорнстранд  | Евалд Борг, сина на Исак             |
| Юлан Киндал        | Агда, икономката на Исак             |
| Фолке Сундквист    | Андерс                               |
| Бьорн Бйелфвенстам | Виктор                               |
| Наима Вифстранд    | майката на Исак                      |
| Гертруд Фрид       | Карин Борг, съпругата на Исак        |
| Сиф Рууд           | Леля Олга                            |
| Гунар Шьоберг      | Стен Алман                           |
| Гунел Брострьом    | Берит Алман                          |
| Макс фон Сюдов     | Хенрик Окерман                       |
| Ан-Мари Виман      | Ева Окерман                          |
| Оке Фридел         | Любовника на Карин                   |
| Ингви Нордвал      | Чичо Арон                            |
| Пер Шьостранд      | Зигфрид Борг                         |
| Гио Петре          | Зигбрит Борг                         |
| Гюнел Линдблум     | Шарлота Борг                         |
| Мауд Хансон        | Анжелика Борг                        |
| Ева Норее          | Анна Борг                            |
| Лена Бергман       | Кристина Борг                        |
| Моника Ерлинг      | Биргита Борг                         |

## Награди и номинации
- Награда Златен глобус за най-добър чуждестранен филм през 1960 година.
- Награда ФИПРЕСИ от Международния филмов фестивал в Берлин на Виктор Шьострьом за изпълнението на ролята си във филма през 1958 година.
- Награда Златна мечка от Международния филмов фестивал в Берлин на Ингмар Бергман за най-добър режисьор през 1958 година.
- Награда Бодил за най-добър европейски филм през 1959 година.
- Награда Сребърна лента за най-добър чуждестранен режисьор на Ингмар Бергман от „Италианския национален синдикат на филмовите журналисти“ през 1960 година.
- Награда Кинема Джъмпо за най-добър чуждоезичен филм през 1963 година.
- Награда за най-добра мъжка роля на Виктор Шьострьом от Международния кинофестивал в Мар дел Плата, Аржентина през 1959 година.
- Награда за най-добър филм от Международния кинофестивал в Мар дел Плата, Аржентина през 1959 година.
- Награда за най-добра мъжка роля на Виктор Шьострьом от „Националния борд на кинокритиците на САЩ“ през 1959 година.
- Награда за най-добър чуждестранен филм от „Националния борд на кинокритиците на САЩ“ през 1959 година.
- Награда за един от десетте най-добри филма от „Националния борд на кинокритиците на САЩ“ през 1959 година.
- Награда Пасинети за паралелно виждане на Ингмар Бергман от Международния кинофестивал във Венеция, Италия през 1958 година.
- Номинация за Оскар за най-добър сценарий на Ингмар Бергман през 1960 година.
- Номинация за БАФТА за най-добър филм през 1959 година.
- Номинация за БАФТА за най-добър чуждестранен актьор на Виктор Шьострьом през 1959 година.[2]